# Rudolf Gmür (Sänger)
Rudolf Gmür (17. Mai 1857 in Tübach, Kanton St. Gallen – 16. September 1921 in Weimar) war ein Schweizer Opernsänger (Bariton).

## Leben
Gmür widmete sich zunächst der Bildenden Kunst, indem er als Architekt seine Studien begann und sie als Maler fortsetzte. Nachdem jedoch seine Stimme entdeckt worden war, wechselte er auf die musikalische Laufbahn. Er nahm Unterricht bei Brody in Paris, bei Leoni in Mailand, bei Hasselbeck in München und in Frankfurt bei Ganz.
So ausgebildet debütierte er 1888 in Rostock, war von 1889 bis 1890 am Stadttheater in Lübeck und nach einem vom November 1890 bis Februar 1891 in Straßburg absolvierten Gastspiel ab 1. Oktober 1891 an dieser Bühne engagiert, wo er bis 1894 als erster Baritonist wirkte.
Dann nahm er zwei Jahre kein festes Engagement mehr an, sondern erschien nur noch gastierend. 1896 folgte er einem Ruf an das Hoftheater Weimar, dem er bis zu seinem Tod angehörte und wo er auch als Opernregisseur wirkte.
Gastauftritte hatte er in Schwerin (1888), am Stadttheater Luzern, an den Aktientheatern Zürich und München (alle 1889), an der Hofoper Dresden (1908), in Frankfurt am Main (1899), am Stadttheater St. Gallen (1904), in Hamburg (1907), Köln (1908), Leipzig (1908), am Stadttheater Zürich (1908) und an der Covent Garden Opera London (1913).
Gmür war von 1889 bis zu ihrem Tod 1900 mit der norwegischen Sängerin Amélia Harloff verheiratet, mit der er oft gemeinsam Konzerte gab. In zweiter Ehe war er mit Anna Eisenhut verheiratet. Seine Tochter war die Schauspielerin Walburga Gmür.
Zu seinem Repertoire zählten der „Don Pizarro“ in Beethovens Fidelio, „Escamillo“ in Bizets Carmen, „Méphistophélès“ in Gounods Faust, „Kühleborn“ in Lortzings Undine und „Baculus“ im Wildschütz. Zu seinen bevorzugten Rollen zählten die Figuren der Opern Richard Wagners: die Titelpartie in Der fliegende Holländer, auch „Wotan“, „Wanderer“, „Alberich“ und „Hagen“ in Der Ring des Nibelungen sowie „Hans Sachs“ in Die Meistersinger von Nürnberg.